# Yiting (ort i Kina, Zhejiang Sheng, lat 30,04, long 120,93)
Yiting är en ort i Kina. Den ligger i provinsen Zhejiang, i den östra delen av landet, omkring 77 kilometer öster om provinshuvudstaden Hangzhou. Antalet invånare är 21 507. Befolkningen består av 10 542 kvinnor och 10 965 män. Barn under 15 år utgör 10,0 %, vuxna 15-64 år 77 %, och äldre över 65 år 12,0 %.
Runt Yiting är det tätbefolkat, med 790 invånare per kvadratkilometer. Närmaste större samhälle är Shangyu, 6,2 km sydväst om Yiting. Trakten runt Yiting består till största delen av jordbruksmark.
Genomsnittlig årsnederbörd är 2 022 millimeter. Den regnigaste månaden är juni, med i genomsnitt 356 mm nederbörd, och den torraste är januari, med 72 mm nederbörd.